# 사쿠라가와촌 (이와테현)
사쿠라가와촌(佐倉河村)은 이와테현 이사와군에 설치되었던 촌이다.

## 연혁
- 1899년 4월 1일 - 정촌제 시행과 함께 주변의 촌들을 합병해 사쿠라가와촌이 성립하였다.
- 1954년 4월 1일 - 미즈사와정, 아네타이촌, 신조촌 및 에사시군 구로이시촌, 하다촌과 합병해 미즈사와시가 되었다.

## 교통

### 철도
- 일본국유철도 도호쿠 본선 - 역 없음

### 도로
- 국도 4호선